# Steffen Marx

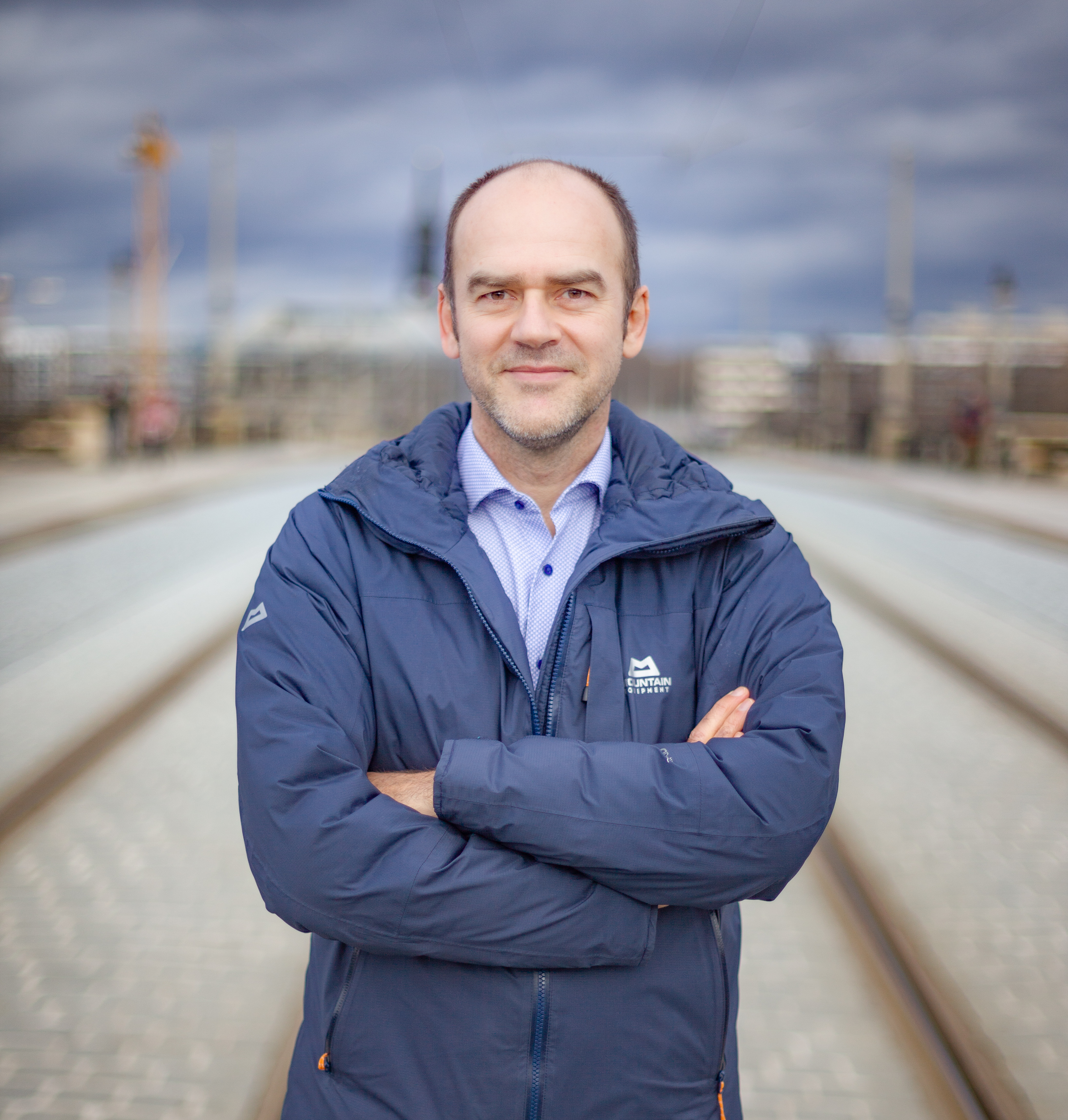
Steffen Marx (2022)

Steffen Marx (* 26. Mai 1969 in Nordhausen, DDR) ist ein deutscher Bauingenieur und Hochschullehrer.

## Leben und beruflicher Werdegang
Marx studierte Bauingenieurwesen von 1990 bis 1995 an der Hochschule für Architektur und Bauwesen, Weimar und schloss mit dem Diplom ab. Von 1995 bis 1999 war er wissenschaftlicher Mitarbeiter an der Bauhaus-Universität Weimar, Professur Massivbau. 2000 erfolgte die Promotion in Weimar unter Erich Raue zum Thema: „Anwendung der mathematischen Optimierung bei der geometrisch und  physikalisch nichtlinearen Analyse von Stahlbetontragwerken“.
Es folgten verschiedene Stationen in der freien Wirtschaft und ein Aufenthalt an der University of California, San Diego, Visiting Professor, (Marie Curie International Outgoing Fellowship) von 09/2010 bis 05/2011. Seit 2011 ist Marx Gründer und Gesellschafter der Firma MKP GmbH mit den Schwerpunkten Planung, Diagnostik und Monitoring. Ab 2020 besetzte Marx die DB Netz AG-Stiftungsprofessur für Ingenieurbau (Fortführung ab 02/2025 unter dem Namen DB InfraGO-Stiftungsprofessur für Ingenieurbau) am Institut für Massivbau der TU Dresden. Im Oktober 2024 trat Marx die Nachfolge von Manfred Curbach an und wurde Direktor des Instituts für Massivbau der TU Dresden.

## Forschung und wissenschaftliche Beiträge
Seit 08/2022 ist er der Koordinator des DFG-Schwerpunktprogramms (SPP) 2388 „Hundert plus – Verlängerung der Lebensdauer komplexer Baustrukturen durch intelligente Digitalisierung“. Im Juli 2024 übernahm Marx die Funktion des Sprechers in der zweiten Förderphase des DFG-Sonderforschungsbereichs Transregio 280: Konstruktionsstrategien für materialminimierte Carbonbetonstrukturen – Grundlagen für eine neue Art zu bauen.
Forschungsschwerpunkte von Steffen Marx sind neben Konstruktionsentwicklungen für Eisenbahnhochgeschwindigkeitsbrücken und Windenergieanlagen, Resonanzeffekte und Ermüdungserscheinungen von Betonkonstruktionen sowie Bauwerkmonitoring und die experimentelle Bauwerksuntersuchung.
Im Zusammenhang mit dem teilweisen Einsturz der Carolabrücke in Dresden am 11. September 2024 wurde Steffen Marx von der Landeshauptstadt Dresden mit den Untersuchungen zur Einsturzursache beauftragt. Marx stellte am 11. Dezember 2024 öffentlich das Zwischenergebnis der Ursachenforschung vor und informierte über die aktuellen Erkenntnisse zum Zustand der verbliebenen Brückenzüge A und B. Die Ergebnisse wurden im Ausschuss für Stadtentwicklung, Bau, Verkehr und Liegenschaften in einer öffentlich verfolgbaren Sondersitzung erläutert und den Stadträten übermittelt.

## Bedeutung und Auszeichnungen
- 2012: Deutscher Brückenbaupreis (als Teammitglied) für die Scherkondetalbrücke[7]
- 2018: Deutscher Brückenbaupreis (als Teammitglied): Instandsetzung der Schaukelbrücke, Park an der Ilm, Weimar[8]
- 2024: Techtextil Innovation Award 2024 in der Kategorie „New Concept“ in Zusammenarbeit mit dem Institut für Textilmaschinen und Textile Hochleistungswerkstofftechnik (ITM) der TU Dresden[9]

## Veröffentlichungen (Auswahl)
- Henrik Becks, Abedulgader Baktheer, Steffen Marx, Martin Classen, Josef Hegger, Rostislav Chudoba: Monitoring concept for the propagation of compressive fatigue in externally prestressed concrete beams using digital image correlation and fiber optic sensors. In: Fatigue & Fracture of Engineering Materials & Structures. Band 46, Nr. 2, 2023, ISSN 1460-2695, S. 514–526, doi:10.1111/ffe.13881.
- Peter Betz, Kerstin Speck, Steffen Marx, Manfred Curbach: Mehraxiales Tragverhalten von hochfestem Feinbeton für die Carbonbetonanwendung. In: Beton- und Stahlbetonbau. Band 118, Nr. 11, 2023, ISSN 1437-1006, S. 815–825, doi:10.1002/best.202300064.
- Mohammed K. Dhahir, Steffen Marx: Development of expansive concrete for chemical prestressing applications. In: Case Studies in Construction Materials. Band 19, 1. Dezember 2023, ISSN 2214-5095, S. e02611, doi:10.1016/j.cscm.2023.e02611.
- Daniel Gebauer, Raúl Enrique Beltrán Gutiérrez, Steffen Marx, Marko Butler, Konrad Grahl, Thomas Thiel, Stefan Maack, Stefan Küttenbaum, Stephan Pirskawetz, Wolfgang Breit, Martin Schickert, Marco Krüger: Interrelated dataset of rebound numbers, ultrasonic pulse velocities and compressive strengths of drilled concrete cores from an existing structure and new fabricated concrete cubes. In: Data in Brief. Band 48, 1. Juni 2023, ISSN 2352-3409, S. 109201, doi:10.1016/j.dib.2023.109201.
- Max Herbers, Bertram Richter, Daniel Gebauer, Martin Classen, Steffen Marx: Crack monitoring on concrete structures: Comparison of various distributed fiber optic sensors with digital image correlation method. In: Structural Concrete. Band 24, Nr. 5, 2023, ISSN 1751-7648, S. 6123–6140, doi:10.1002/suco.202300062.
- Max Herbers, Marc Wenner, Steffen Marx: A 576 m long creep and shrinkage specimen – Long-term deformation of a semi-integral concrete bridge with a massive solid cross-section. In: Structural Concrete. Band 24, Nr. 3, 2023, ISSN 1751-7648, S. 3558–3572, doi:10.1002/suco.202200599.
- Fabian Klein, Steffen Marx: Influence of adjacent segments on the torsional load-bearing behaviour of assembled half-shell towers. In: Engineering Structures. Band 280, 1. April 2023, ISSN 0141-0296, S. 115624, doi:10.1016/j.engstruct.2023.115624.